# Otrocz (Góry Świętokrzyskie)
 Otrocz (375 m n.p.m.) – zalesione wzniesienie w Paśmie Daleszyckim Gór Świętokrzyskich. Na wschodnim zboczu góry znajduje się kompleks narciarski. Przez szczyt przebiega szlak turystyczny z Chęcin do Łagowa
10 września 2020 roku, na szczycie góry Otrocz w setną rocznicę Bitwy Warszawskiej, stanął drewniany krzyż upamiętniający wojnę polsko-bolszewicką. 

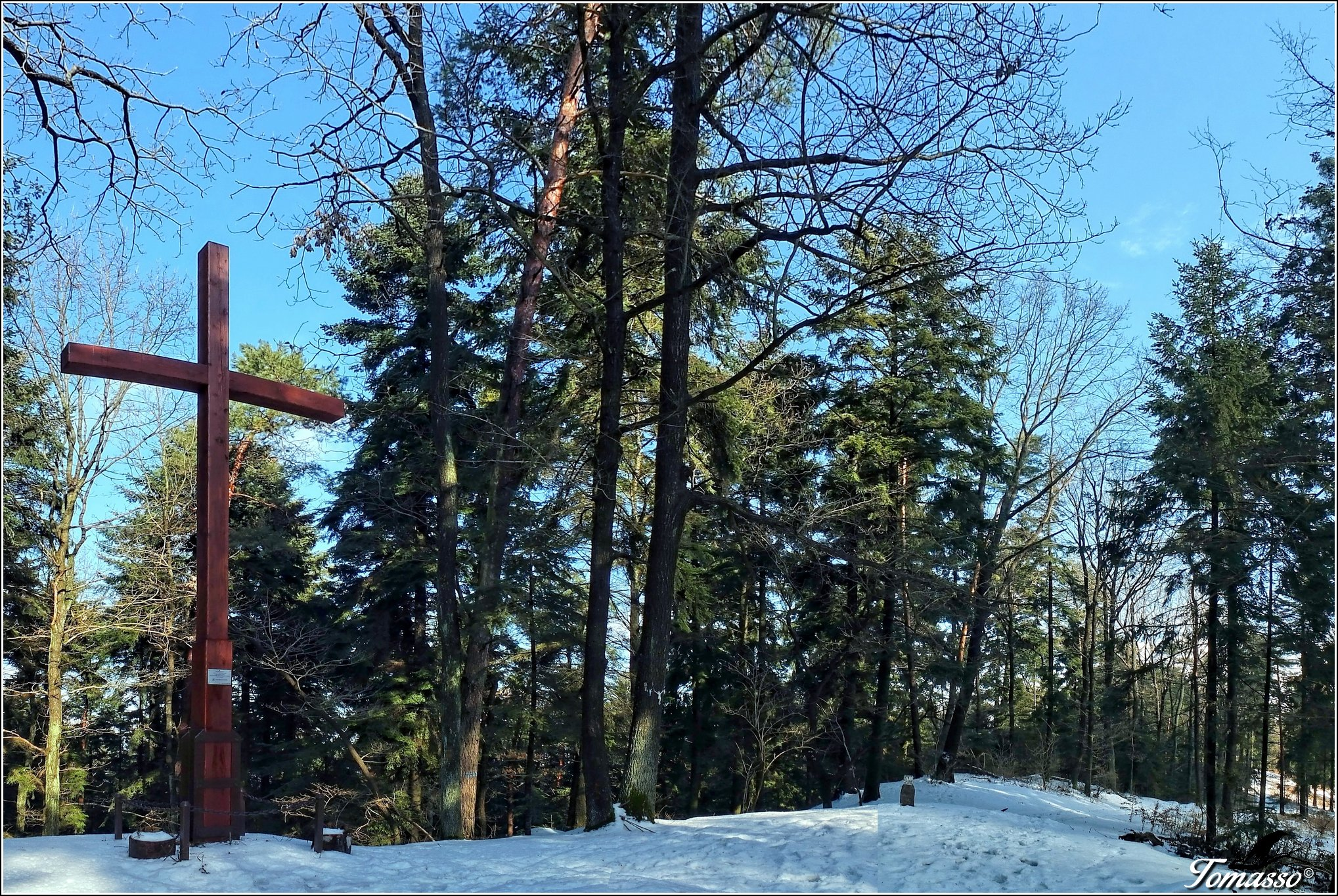
foto: Tomasz Konecki